# 장보 (후한)

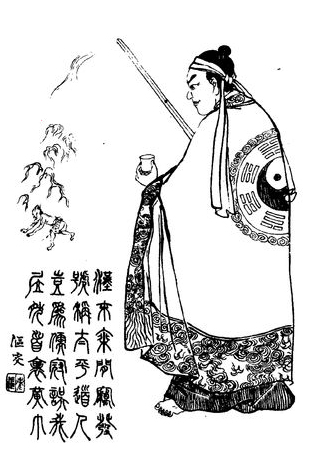
초상화

장보(張寶,? ~ 184년)는 황건적의 수령 장각(張角)의 동생이자 장량(張梁)의 형이다.
184년 형 장각, 동생 장량과 함께 황건적의 난을 일으켰다가 하곡양에서 황보숭(皇甫嵩)과 곽전에게 패배해 붙잡혀 처형당했다.

## 삼국지연의의 묘사
동생 장량과 함께 영천에서 황건적을 이끌고 황보숭과 주준의 관군을 요격했다가 장사에서 화공을 당하고 조조(曹操)의 급습을 받아 군사를 태반이나 잃고 패배했다.
이후 양성 전투에서 주준, 유비에 맞서 열풍이나 번개를 일으키는 요술을 사용해 관군을 괴롭히지만 주준이 주술을 깨쳐 양성으로 후퇴했고 성이 포위당하자 두려움을 느끼던 부하 엄정(嚴政)에게 살해당했다.